# D’Aoust
Automobiles Jules D’Aoust war ein belgischer Hersteller von Automobilen.

## Unternehmensgeschichte
1908 eröffnete Jules d’Aoust in Anderlecht eine Reparaturwerkstatt. Ab 1912 produzierte er Automobile. 1921 erfolgte der Umzug nach Berchem-Sainte-Agathe. 1927 endete die Produktion.

## Fahrzeuge
Die ersten Fahrzeuge waren mit Motoren von Chapuis-Dornier, Aster und Decolange ausgestattet. 1913 kam das Modell 10/14 CV mit einem eigenen Vierzylindermotor mit 1858 cm³ Hubraum dazu. 1919 wurde die Produktion des 10/14 CV nach kriegsbedingter Unterbrechung wieder aufgenommen. 1920 wurde das Modell 16 HP, auch Circuit de Corse genannt, mit 3054 cm³ Hubraum vorgestellt. 1922 wurde dem 10/14 CV eine Sportversion mit 1992 cm³ Hubraum zur Seite gestellt. 1923 kamen zwei Voiturettes dazu, die beide auch als Sportzweisitzer angeboten wurden, der 6/8 CV mit einem Motor von Chapuis-Dornier oder S.C.A.P. mit 1094 cm³ Hubraum und Dreiganggetriebe sowie der 8 CV mit einem Motor von SCAP und 1099 cm³ Hubraum und Vierganggetriebe. 1924 wurden die meisten Modelle eingestellt. 1927 endete auch die Produktion des 10/14 CV und der Voiturettes.